# 属性 (ダンジョンズ&ドラゴンズ)
属性（ぞくせい、Alignment、アライメント）とは、『ダンジョンズ&ドラゴンズ』・ファンタジー・ロールプレイングゲームにおいて、人々、生物、社会の持つ倫理上（秩序／混沌軸）と道徳上（善／悪軸）の見地を分類したものである。
初期の『ダンジョンズ&ドラゴンズ』では、キャラクターを作成する際に、プレイヤーは3種類の属性から選択することができた。秩序は社会の規則に敬意をはらい尊重することを意味し、混沌はその逆を意味し、中立はそのいずれも意味しない。『アドバンスト・ダンジョンズ&ドラゴンズ』では2つ目の軸である善、中立、悪が導入され、その組み合わせにより9種類の属性が提供された。
9種類の属性は以下のように格子状に表すことができる。
| 秩序にして善   | 中立にして善 | 混沌にして善   |
| 秩序にして中立 | 真なる中立   | 混沌にして中立 |
| 秩序にして悪   | 中立にして悪 | 混沌にして悪   |

9種類の属性の図式は第1版と第2版の『アドバンスト・ダンジョンズ&ドラゴンズ』、その後継ゲーム第3版を通して使用された。2008年に発売された『ダンジョンズ&ドラゴンズ』第4版では属性は5種類―秩序にして善、善、無属性、悪、渾沌にして悪―に減らされた。そして2014年発行の第5版で9種類に戻った

## 歴史
『ダンジョンズ&ドラゴンズ』の創作者であるゲイリー・ガイギャックスは、マイケル・ムアコックとポール・アンダースンのファンタジー物語から属性システムの着想を得たことを認めた。1974年のダンジョンズ&ドラゴンズ・オリジナル・ボックスセットからの属性システムは当初、秩序、中立、混沌のみが使用された。秩序は概して善や英雄的行為と同等であり、混沌は無秩序と悪を意味した。しかしながら善と悪の並列は強く定義されてはいなかった。ドワーフは秩序、エルフは混沌であり、それに対し人間は3種類の属性のいずれでも有り得た。
リチャード・バートルは『Designing Virtual Worlds』で、属性は性別、種族（現実世界なら人種であろう）、キャラクタークラス、時に国籍などと共に、プレイヤーを分類する方法の1つであると指摘した。属性はロールプレイの手助けとなることを意図して作成された。プレイヤーはキャラクターに属性を割り当てる時に、彼がどのように振る舞うべきかを決定し、その決定に基づいてプレイを行う。秩序／混沌軸と善／悪軸が共に中立で交差する2次元の属性はAD&Dから採用された。「秩序にして善のキャラクターは慈悲深く公正である。秩序にして悪のキャラクターは規則通りにプレイするが慈悲がない。混沌にして善のキャラクターは良心を持った抵抗者である。混沌にして悪のキャラクターは自己の利益のみを追求するならず者であり、自分の欲望を遂げるためなら何でもするであろう」。他の5種類の組み合わせは、何らかの形の中立を含む。属性は変化することがあり得る。もし秩序にして中立のキャラクターが、中立あるいは悪の行動が可能であるにもかかわらず常に善行を演じるならば、その属性は秩序にして善に移行するであろう。それは主観的な問題であるため、ゲームにおいてはゲームマスター（あるいはダンジョンマスター）が属性のプレイに違反がなかったかを判定する。
プレイヤーキャラクター（PC）の属性は、彼らの人生観として見ることもできる。プレイヤーは自分のキャラクターが善、中立、悪かどうかを決める。プレイヤーはまた、キャラクターの属性が秩序、中立、悪かどうかを決める。中立にして善のキャラクターは「宇宙の均衡」については無関心であるが、自分の周囲の人々に対しては親切である。ゲームの初期の版における注目に値するキャラクタークラス制限として、パラディンは秩序にして善、ドルイドは真なる中立、レンジャーは混沌にして善あるいは中立にして善でなければならず、シーフは秩序であってはならない、というルールが存在した。属性はクレリックにとっても同じくらい重要である。D&Dの諸神格は「強力に設定」されており、彼らのクレリックは類似した属性を持たねばならない。
属性はゲームプレイのためのガイドラインであり単なる道具である。キャラクターがどのように振る舞わねばならないかの不変の基準などではなく、単にガイドラインとして用いられる。それでもやはり、グループ内のキャラクター達は共存可能な属性を持つべきである。秩序にして善のキャラクターは、共通の目的さえあれば秩序にして悪のキャラクターと共存できるが、混沌にして悪のキャラクターの加入はグループを分裂させるかも知れない。キャラクター達は彼らの仲間達の属性に何らかの影響を与えることさえあるかもしれない。秩序にして善のリーダーは、仲間達がより気高い行為を行うような影響を与えるかもしれない。『Dungeon Master For Dummies』の著者達は善か中立のキャラクター達によるグループがより良く機能するという経験則を得た。冒険に向けての動機付けはより容易であり、集団力学はより円滑となり、そしてそれは「D&Dの英雄にふさわしい態度を輝かせる」ことを可能とする。
このゲームでは既に本質的に善あるいは悪のクリーチャーを作ることが可能ではあったが、その概念が初めて明示的に属性システムに導入されたのは『アドバンスト・ダンジョンズ&ドラゴンズ』（AD&D）においてであった。キャラクターやクリーチャーは秩序でありながら悪（例えば専制君主）、混沌でありながら善（例えばロビン・フッド）に成り得た。組み合わせにより、全部で9種類の属性が使用可能となった。例えば秩序にして善（LG）あるいは中立にして悪（NE）は2つともあり得る属性であり、秩序／混沌の要素が先に、善／悪の要素が後に記述される。秩序／混沌軸と善／悪軸が両方とも中立であるキャラクターやクリーチャーは真なる中立あるいは単純に中立と呼ばれる。このシステムは『D&D』 第3.5版まで使用された。
AD&D第2版のルールでは、キャラクターが自分の属性に反する行為をあまりにも多く行った場合、属性の変更が為され、次のレベルに到達するために必要な経験点が増加するというペナルティが加えられた。D&D第3版ではこの制限は廃止された。
D&D第3版でも、キャラクターの属性によって使用できるキャラクタークラスが制限されることがある。例えば、秩序のキャラクターはバードやバーバリアンにはなれず、ドルイドは少なくともどちらか1つの軸は中立でなければならず、秩序にして善のキャラクターのみがパラディンになることができる。特定の武器（例えばホーリィ能力の付加された武器）あるいは呪文（例えばディテクト・イーヴル）はクリーチャーに対し、その属性によって異なる効果を及ぼす。
同じ属性を持つ人々が暗示やほのめかしによって、別の属性を持つ人々には内容が理解できないように情報伝達を行うことが可能な属性言語 というルールが存在したが、最近の版では除去されている。
第4版においては、属性は混沌にして善、秩序にして中立、混沌にして中立、秩序にして悪が廃止されて1つの連続体に統合され、単純化された。残された属性は以下の通りである。
- 秩序にして善：文明と秩序。
- 善：自由と思いやり。
- 無属性：属性を持たない；立場を明確にしない。
- 悪：圧制と憎悪。
- 渾沌にして悪：無秩序と破壊。

## 2つの軸

### 秩序／混沌軸
『ダンジョンズ&ドラゴンズ』における秩序／混沌軸は、ゲームルール上では善／悪軸より以前から存在した。グレイホーク・セッティングの秘密の伝承では、同じく世界の先史において秩序／混沌の指針は善／悪に先行した。プレイヤーはしばしば秩序／混沌は善／悪ほどは自分のキャラクター影響を及ぼさないと考える。混乱の基として、秩序属性はキャラクターが必ずしも地域の法律に従うことを意味せず、同様に混沌属性が必ずしも地域の法律に従わないことを意味しない。
元来、秩序／混沌軸は次のように定義されていた。
法（あるいは秩序）は、全ての者が秩序に従うべきであり、規則に従うことが自然な生き方であると信じる。秩序のクリーチャーは真実を述べようと努め、法律に従い、生きとし生けるものを気にかける。秩序のキャラクターは自らの約束を守ろうと努める。彼らは法律が公平かつ公正である限り、法律に従おうと努める。
グループと個人の間で利益が相反することで選択せねばならない場合、秩序のキャラクターは通常、グループを選択するであろう。時には個人の自由はグループの利益のために制限されねばならない。秩序のキャラクターとモンスターはしばしば予測可能な行動を取る。秩序の行動は通常、善と呼ばれる行動と同じものである。
無秩序（あるいは混沌）は、法の反対である。人生は成り行き任せであり、偶然と運が世界を支配していると信じている。全ては偶然に起こり、何事も予測することはできない。法律は、人が処罰を免れることができる限り、破られるために作られるようなものである。約束を守ることは重要ではなく、嘘をつくことも真実を述べることも共に有用である。
混沌のクリーチャーにとって、個人はあらゆる事柄の中で最も重要である。自分本位が普通の生き方であり、グループは重要ではない。混沌の者はしばしば突然の欲望や気まぐれによって行動を取る。彼らは信頼することはできず、その行動を予測するのは難しい。彼らは運の持つ力に対して強い信念を持っている。混沌の行動は通常、悪と呼ばれる行動と同じものである。
中性（あるいは中立）は、世界が法と無秩序の間の均衡が重要であると信じる。どちらの側も強力になりすぎてこの均衡を崩さないようにすることが大切である。個人は重要であるが、グループもまた重要であり、両方とも協力し合わねばならない。
中立のキャラクターは、自分の生存に最も関心を持つ。このようなキャラクターは運よりもむしろ自身の機転と能力を信頼する。彼らは自分が他者から受けた待遇を相手に返す傾向を持つ。中立のキャラクターは、自分の利益になると考えればグループに加わるであろうが、そこに何らかの利益がなければ必要以上の助けにはならないであろう。中立の行動は、状況によって「善」または「悪」（あるいはそのどちらでもない）とみなされるかもしれない。
D&D第3版のルールでは秩序と混沌を次のように定義している。
秩序は名誉、信用、権威への服従、信頼性を意味する。マイナス面としては偏狭な心、慣習への固執、他者への批判癖、順応性の欠如などが挙げられる。秩序に従うことを促進する人々は、秩序の行動のみが人々が頼り合い、他者がそれぞれすべきことをしてくれると信じて適切な決断を下すことのできる社会を作れるであろうと述べる。
混沌は自由、順応性、柔軟性を意味する。マイナス面としては無謀、正当な権威に対しての敵意、気紛れな行動、無責任などが挙げられる。混沌の行動を促進する人々は、制限のない個人の自由のみが人々に自己を完全に表現することを可能とし、社会は各個人がそれぞれ持つ潜在力から利益を得るであろうと述べる。
秩序と混沌に関して中立の者は、権威に対する標準的な敬意を持っており、規則に従う衝動、抵抗する衝動のいずれも感じない。彼らは正直であるが、それが自分の利益となるなら、他者に嘘をつくか騙すように誘惑を感じることもある。
クリーチャーが秩序／混沌軸において中立であるのは、善／悪軸においてそうであるよりも一般的である。ある特定の次元界外のクリーチャー―例えば、おびただしい数の強力なモドロン―は、常に秩序である。逆にスラードは無秩序の存在を代表しており、常に混沌である。ドワーフ社会は通常は秩序であり、エルフ社会はほとんどの場合混沌である。

### 善／悪軸
善と悪の対立は、D&Dとその他のファンタジー小説でありふれた主題である。プレイヤーキャラクターは利他的な動機からではなく個人的利益のために冒険することはできるが、一般にプレイヤーキャラクターは悪とは対立し、しばしば悪のクリーチャーと戦うであろうとみなされる。
D&D第3版のルールでは善と悪を次のように定義している。
善は利他主義、生命への敬意、知覚力を持つ存在の尊厳の尊重を意味する。善の人々は、他者への援助に個人的な犠牲を払う。
悪は他者に危害、圧迫を加え、殺すことを意味する。悪の人々の中には他者に全く思いやりを抱かず、自分の都合で良心の呵責もなく殺す者もいる。他方、積極的に悪の道を追求し、楽しみのためや、邪悪な神格あるいは主人への忠誠のために殺す者もいる。
善と悪に関して中立の人々は、罪なき人を殺すことに対する良心の呵責は持っているが、他者を保護するあるいは助けるために犠牲を払うような献身の心には欠ける。中立の人々が他者に肩入れをするのは、個人的な関係がある場合である。
パラディン、利他的な英雄、天使などのようなクリーチャーは善属性であるとみなされる。悪党と凶暴な犯罪者は、本質的に悪のクリーチャーであるデーモンやほとんどのアンデッドと同様、悪とみなされる。動物は生まれながらの本能に従って行動し、道徳的な決定をする知性に欠けるため、彼らが罪なき人々を攻撃する時でさえ中立であるとみなされる。

## 諸属性
ダンジョンズドラゴンズに登場するあらゆる人物、クリーチャー、神格、超次元界の領域は9種類の属性の内1つを持つことができる。資料集である『無頼大全』は現実世界の架空キャラクターを各属性毎に例として言及している。

### 秩序にして善
秩序にして善の属性は「高徳」、「聖戦なす者」として知られる。秩序にして善のキャラクターは一般に思いやり、常に名誉と義務感と共に行動する。秩序にして善の国家は市民の利益のために働く高度に組織的な政府から成り立つだろう。秩序にして善のキャラクターには正義の騎士、パラディン、多くのドワーフが含まれる。秩序にして善のクリーチャーには高貴な金竜が含まれる。
秩序にして善のキャラクター―特にパラディン―は、時に秩序と善が対立する事案―例えば、誓約を護ろうとすると、罪なき人々が危機に陥るような場合―の際、あるいは2つの規律間の対立―例えば宗教的な戒律と地方の支配者の法―の際に、そのどちらに従うのかジレンマに直面することがある。
資料集である『無頼大全』ではバットマン、ディック・トレイシー、インディアナ・ジョーンズが秩序にして善のキャラクターの例として引用されている。秩序にして善の来訪者はアルコンが知られている。

### 中立にして善
中立にして善の属性は「恩恵なす者」として知られる。中立にして善のキャラクターは、規則や慣習のような秩序の指針とは関係なく、あるいはそれに反して、自分の良心に導かれ一般に利他主義的に行動する。中立にして善のキャラクターは秩序の当局者と協力するのも気にしないが、それによって恩義を受けたとも思わない。万一、正しいことを行う過程で規則を曲げたり破ることが必要となる場合、彼らは秩序にして善のキャラクターが感じるような内心の葛藤を感じない。
中立にして善のキャラクターの例は怪傑ゾロ、スパイダーマンである。中立にして善の来訪者はガーディナルが知られている。

### 混沌にして善
混沌にして善の属性は「至福の者」、「叛く者」、「皮肉屋」として知られる。混沌にして善のキャラクターはより大きな善のための変化を好み、社会の改善を阻む官僚組織を軽蔑し、自分自身だけではなく他者のためにも個人の自由に大きな価値をおいている。彼らは常に正しいことを行うつもりではあるが、その方法は一般にまとまりがなく、しばしば社会の他の者達からずれている。彼らは不当に扱われていると感じた場合、集団内に対立を作り出すことができ、また即興で行動するのを好み、しばしば大規模な組織化や計画立案を無意味と考える。
混沌にして善のキャラクターの例はロビンフッド、『宇宙空母ギャラクティカ』のスターバック、『ファイヤーフライ』のマルコム・レイノルズである。混沌にして善の来訪者はエラドリンが知られている。

### 秩序にして中立
秩序にして中立の属性は「裁く者」、「規律ある者」と呼ばれる。秩序にして中立のキャラクターは一般に名誉、規律、規則や慣習などのような秩序の概念を強く信じており、しばしば個人的な規則に従う。秩序にして中立の社会は、一般に社会秩序を維持するために厳格法を実施し、慣習と歴史的前例に高い価値を見いだす。秩序にして中立のキャラクターの例は常に命令に従う兵士、法律の文言に無慈悲に固執する裁判官や強制執行者、規律正しいモンクなどが挙げられる。
この属性のキャラクターは善悪に関しては中立である。これは秩序にして中立のキャラクターが善悪の判断にとらわれない、あるいは不道徳である、あるいは道徳規準を持たないことを意味しないが、単に彼らの道徳的考慮が彼らの規則、慣習、法の命令に比べて遙かに優先度が低いだけである。彼らは一般に強い倫理規定を持つが、それは主に善または悪への肩入れではなく、彼らの信念の体系によって導かれるものである。

ジェームズ・ボンド、オデュッセウス、『用心棒』の桑畑三十郎は、秩序にして中立の完璧な無頼であると考えられる。秩序にして中立の来訪者の代表は3種存在する。フォーミアン、イネヴァタブル、モドロンである。

### 真なる中立
中立の属性は真なる中立、中立にして中立とも表記され、「選ばざる者」、「自然の」属性と呼ばれる。この属性は2つの軸が両方とも中立を示しており、秩序、混沌、善、悪のどれにも強く心惹かれることのない傾向を持つ。自分の家族を養っていくことが最大の関心事である農夫はこの属性を持つ。ほとんどの動物は道徳判断の能力がなく、意識的な判断ではなく本能に導かれているため、この属性を持つ。どの陣営とも好きなようにつきあうような、多くのごろつきキャラクターもまたこの属性である（例えば、利益のためなら自分の商品を戦争中の両陣営に良心の呵責もなく売りつける武器商人）。
真なる中立のキャラクターの一部は優柔不断ではなく、積極的に各属性間の均衡を保つために行動する。彼らは善、悪、秩序、混沌に嫌悪感を持ち、危険な行き過ぎと見るかもしれない。モルデンカイネンはそのようなキャラクターの1人であり、フラネスをある1つの属性や国家が支配することのないように、中立性を超越した哲学に自身を捧げている。
ドルイドはしばしば均衡を取ることに献身するために、この真なる中立の属性となるが、『アドバンスト・ダンジョンズ&ドラゴンズ』のルールではこの属性を取ることが必須となった。第2版の『プレイヤーズ・ハンドブック』に掲載された例示では、典型的なドルイドは略奪を行うノールの群と戦うかもしれず、逆にそのノールの氏族が絶滅されそうになったならそれを救うためにノールの側に立つであろう、とされる。
ララ・クロフト、『吸血鬼ドラキュラ』のルーシー・ウェステンラ、『スター・ウォーズ』のハン・ソロ（登場初期）は真なる中立である。真なる中立の来訪者はリルマニが知られている。

### 混沌にして中立
混沌にして中立の属性は「無政府主義者」または「自由なる者」と呼ばれる。この属性を持つキャラクターは、自分自身の関心に従う個人主義者で、一般に規則や慣習を避ける。彼らは自由の理想を促進するが、まず第一にあるのは自分自身の自由である。善悪は彼らの自由に対する必要性の二の次であり、彼らに関して確かなことは彼らが全く信頼性に欠けるということだけだ。混沌にして中立なキャラクターは自由奔放であり、不必要に他人を苦しませることは好まないが、彼らがグループに加わる場合、それはそのグループの目的がたまたま今のところ彼らの目的と一致するからに過ぎない。彼らはいつも、命令を受けることを不快に感じ、自分自身の目的を追い求める際には非常に利己的になり得る。混沌にして中立のキャラクターは、あてのない放浪者である必要はない。彼らは心に目的を思い描くかもしれないが、それを達成するための手段はしばしばでたらめなものか、異端的なものか、完全にきまぐれなものである。
混沌にして中立の者達の中には小集団として「強く混沌にして中立」と言われるようなキャラクターが一定割合で存在し、狂気に見えるくらい無秩序に振る舞う。このタイプのキャラクターは変化のためだけにしばしば見た目と態度を変え、秩序立った概念を混乱させることを唯一の目的として、意図的に組織を混乱させるかもしれない。このタイプのキャラクターにはプレーンスケープ・セッティングのザオシテクツの構成員、第3版のプレイヤーズ・ハンドブックに掲載されたヘネットが含まれる。『アドバンスト・ダンジョンズ&ドラゴンズ』では、混沌にして中立とはしばしばこの小集団のような振る舞いのことを示すと考えられた。
ジャック・スパロウ船長、『デッドウッド』TVシリーズのアル・スウェレンジン、『ニューヨーク1997』のスネーク・プリスキンらは、『無頼大全』によると混沌にして中立のキャラクターである。混沌にして中立の来訪者はスラードが知られている。

### 秩序にして悪
秩序にして悪の属性は「圧政なす者」、「デヴィルの如き者」と呼ばれる。この属性のキャラクターは秩序立った制度は搾取することがより容易であると考えており、好ましい特徴と好ましくない特徴の組み合わせがどのような結果を生むかを明らかにする。彼らは通常、上司に従ってその指示を守る一方、他者の権利と自由は気にかけず、自己の利益のために規則を曲解することを厭わない。この属性の例としては専制君主、デヴィル、厳格な行動規範を持つ無分別な傭兵、殺しを楽しむ忠実な兵士などが挙げられる。
秩序にして善のパラディンと同様に、秩序にして悪のキャラクターは時として秩序と悪が対立する場合、そのどちらに従うべきかのジレンマに直面するかもしれない。しかしながら、彼らの秩序対悪に関する論点は結局のところ「自分は捕らえられるだろうか？」と「これはどのくらい自分の利益になるのか？」のどちらに関心があるかに過ぎない。
『スター・ウォーズ』のボバ・フェット、『X-メン』のマグニートーらは『無頼大全』で秩序にして悪のキャラクターの例として言及された。秩序にして悪の来訪者はデヴィルが知られている。

### 中立にして悪
中立にして悪の属性は「罪なす者」と呼ばれる。この属性のキャラクターは一般に利己的であり、現時点での味方を裏切ることに良心の呵責を感じない。彼らは自分の欲するものを手に入れるために他者を傷付けることをためらわないが、それ自体に直接の利益を見いださない限りは、わざわざ労力を使って虐殺や破壊行為をすることはないであろう。彼らは自分に都合のいい場合に限り法律に従う。彼らはいかなる種類の名誉や慣習にも縛られず、行き当たりばったりでも無意味に凶暴でもないため、中立にして悪の悪党は秩序にして悪や混沌にして悪のキャラクターよりも一層危険になり得る。
例としては、公の法律にほとんど関心を払わないが不必要な殺しは行わない暗殺者、自分の上役の背後に隠れようと企てる子分、より良い条件を出した側に寝返る傭兵などが挙げられる。
『X-メン』のミスティーク、『LOST』のソーヤーらが、『無頼大全』で中立にして悪のキャラクターとして言及された。中立にして悪の来訪者はユーゴロス（デーモン）が知られている。

### 混沌にして悪
混沌にして悪の属性は「破壊する者」、「デーモンの如き者」と呼ばれる。この属性のキャラクターは一般に利己的かつ冷酷であり、規則や他者の命、あるいは自分の欲望以外のあらゆることに関心を持たない傾向がある。彼らは自分が自由であることは大好きであるが、他者の命と自由には全く関心がない。彼らは指図を受けることに腹を立てるため、集団ではうまく機能せず、通常は罰の脅しを受けない限り行儀良くは振る舞わない。
混沌にして悪のキャラクターは常に悪のせいで加虐的な行動をとる、あるいは常に混沌のせいで指図に不服従であることを強制されるわけではない。しかしながら、彼らは他者が苦しむのを楽しみ、名誉と自制を弱点とみなす。シリアルキラーと知性の貧弱なモンスターは一般に混沌にして悪である。
『キングコング』のカール・デンハム、『ピッチブラック』のリディックらが、『無頼大全』で混沌にして悪のキャラクターとして言及された。混沌にして悪の来訪者はデーモンが知られている。

### 亜種
以上に加え「傾向」属性が組み込まれ（そして外方領域に関連づけされ）、基本9種類の属性を、17種類に拡大する。これには中立にして善に秩序か混沌の傾向、秩序にして中立に善か悪の傾向、混沌にして中立に善か悪の傾向、中立にして悪に秩序か混沌の傾向がある。
一部のキャンペーンでは、中立に善、悪、秩序、混沌の内1つの傾向が加わることがある（これにより属性は最大で21種類となる）が、そのそれぞれに個別の外方次元界が関連付けられることは稀である。

## 影響
ゲイリー・ガイギャックスのアイデアは、コンピュータゲームのデザインに大いに影響を与えた。『ウルティマオンライン』や『エバークエスト』のようなMMORPGは、互いに積極的に敵対する善と悪の種族を持つ。
『ダンジョンズ&ドラゴンズ』の属性システムは、時に別の文脈において道徳的分類のシステムとして言及される。例えば、Salon.comのテレビ評論家ヘザー・ハブリルスキーは、HBOのテレビ・シリーズである『トゥルーブラッド』を論評し、この番組のキャラクターを『ダンジョンズ&ドラゴンズ』の属性の観点から分析した（例えば、主役のスーキー・スタックハウスは混沌にして善、彼女のボーイフレンドであるヴァンパイアのビル・コンプトンは秩序にして中立と判定した）。